# Серебренніков Кирило Семенович
Кири́ло Семе́нович Сере́бренніков (рос. Кирилл Семёнович Серебренников; нар. 7 вересня 1969, Ростов-на-Дону, СРСР, нині Російська Федерація) — російський режисер театру і кіно, з 2012 року — художній керівник московського театру «Гоголь-центр».
З 1990 року — на професійній театральній сцені, з 1998 займається кінематографом. Серед його робіт — шість художніх фільмів, один документальний і чотири серіали.
Серебренніков відомий в колах діячів культури Росії та за кордоном як «знакова фігура російського театру», водночас його творчість експертами розцінюється як елітарне, внаслідок чого Серебренніков не користується репутацією режисера, широко відомого масовому глядачеві. Серебреннікову властиві ліберальні політичні погляди, він виступає з критикою російської влади, його переконання характеризуються російськими аналітиками як радикальні.
У 2017 році Кирилові Серебреннікову було пред'явлене звинувачення у шахрайстві в особливо великому розмірі, він був поміщений під домашній арешт. Кримінальне переслідування Серебреннікова викликало широкий громадський резонанс у Росії та за кордоном. Прибічники режисера визнали кримінальну справу проти нього політично вмотивованою. Представники російської влади і низка діячів культури, у свою чергу, заявили про відсутність політичного підґрунтя у справі.

## Біографія і кар'єра
Кирило Серебренніков народився 7 вересня 1969 року в Ростові-на-Дону, середню школу закінчив з золотою медаллю. Батько Семен Михайлович Серебренніков (нар. 1933) — лікар-уролог, з єврейської сім'ї, всі його родичі живуть в Ізраїлі, доцент кафедри урології Ростовського медичного інституту, співавтор посібника «Хірургічне лікування еректильної імпотенції» (1994); мати Ірина Олександрівна Литвин (померла 17 лютого 2018 року) — українка, вчителька російської мови і літератури. Дід Олександр Іванович Литвин (1907, Полтава — після 1986, Кишинів) — режисер документальних і науково-популярних фільмів на кіностудії «Молдова-фільм» (1953—1972), голова республіканського Товариства кінолюбителів МРСР, заслужений працівник культури Молдавської РСР (1969).
Ще школярем поставив свою першу виставу. У 1992 році з червоним дипломом закінчив фізичний факультет Ростовського державного університету. Займався режисурою ще в студентські роки: спочатку в любительській студії «69», з 1990 року — на професійній сцені.
За сім років поставив десять вистав у всіх театрах Ростова-на-Дону: театрі «Ангажемент», Академічному театрі драми імені М. Горького, Академічному театрі юного глядача. Постановки неодноразово визнавалися кращими спектаклями сезонів та отримували призи на всеросійських фестивалях.
З 1991 року Серебренніков також став активно працювати на телебаченні: спочатку в телекомпанії «Південний регіон», потім в ГТРК «Дон-ТР». За ті ж сім років зняв 11 відеокліпів, 2 документальні фільми, 4 телевистави, 1 відеоартівську стрічку, 1 музичний телефільм, 3 багатосерійні проекти: два — про музику, третій — про кіно, близько 100 рекламних роликів.
З 1998 року також займається кінематографом. Серед його робіт — 6 художніх фільмів, 1 документальний і 4 серіали.
Кирило Серебренніков входить до числа засновників і артдиректоров фестивалю сучасного мистецтва «Територія» 2006 року.
З 3 жовтня до 19 грудня 2007 року вів ток-шоу «Деталі» на каналі СТС.
У 2008 році набрав експериментальний акторсько-режисерський курс в Школі-студії МХАТ. З цього курсу до випускного 2012 року була сформована «Сьома студія», що пізніше стала одним з резидентів «Гоголь-центру».
У 2011—2014 роках був художнім керівником проекту «Платформа» в Центрі сучасного мистецтва «Винзавод».
У серпні 2012 року Кирило Серебренніков без оголошення відкритого конкурсу на заміщення вакантних посад був призначений департаментом культури Москви новим художнім керівником Московського драматичного театру імені М. В. Гоголя. Незабаром після свого призначення Серебренніков заявив про переформатування театру в «Гоголь-центр» з трьома трупами-резидентами, програмами кінопоказів, концертів, лекцій і відкритих дискусій. «Гоголь-центр» був відкритий 2 лютого 2013 року.
У 2013 році стало відомо про намір Серебреннікова зняти фільм «Чайковський», одним з авторів сценарію якого він є. Міністерство культури РФ виділило на підтримку цього проекту 30 мільйонів рублів з необхідних 240 мільйонів, проте російський Фонд Кіно відмовив у подальшому фінансуванні зйомок стрічки. Серебренніков повідомив про свій намір шукати кошти на проект за кордоном.
30 жовтня 2014 року виступив режисером-постановником святкування 25-річчя медіахолдингу «СТС Медіа» у Великому концертному залі «Академічний» Російської академії наук.
У липні 2017 року в Санкт-Петербурзі приступив до зйомок фільму «Літо» про Віктора Цоя. Головна увага у стрічці приділена маловідомим фактам з життя співака і композитора кінця 1970-х-початку 1980-х років. У фільму звучить музика групи «Кино» та інших російських рок-груп. У квітні 2018 року стрічка «Літо» була відібрана до головної конкурсної програми 71-го Каннського міжнародного кінофестивалю, де змагатиметься за «Золоту пальмову гілку».

## Справа про розкрадання в «Сьомій студії»
23 травня 2017 року російські правоохоронні органи провели обшуки в квартирі Серебреннікова і в театрі «Гоголь-центр» у рамках справи про розкрадання. Було порушено справу за статтею «Розкрадання в особливо великому розмірі», називався збиток на суму понад 200 млн рублів. Спочатку Серебренніков проходив у справі як свідок. Слідчий комітет РФ у рамках розслідування кримінальної справи забрав у Серебреннікова закордонний паспорт «для проведення експертизи». Таким чином, режисер позбувся можливості виїжджати за межі Росії для роботи над зарубіжними проектами.
22 серпня 2017 року Кирило Серебреннsков був затриманий Слідчим комітетом в Санкт-Петербурзі (де проводив зйомки фільму «Літо» про Віктора Цоя) та етапований до Москви за звинуваченням у шахрайстві в особливо великому розмірі (ч. 4 ст. 159 Кримінального кодексу Росії). Режисера підозрюють у розкраданні не менше 68 млн рублів, виділених у 2011—2014 роках на реалізацію проекту «Платформа». За версією Слідчого комітету, за участю Серебреннікова свідомо завищувалася кількість і вартість заходів, що проводяться в ході проекту «Платформа», укладалися фіктивні договори на проведення вигаданих заходів, а гроші викрадалися. Схема припускала, що під виглядом сплати фіктивних договорів кошти федерального бюджету, що поступають від Міністерства культури Росії, виводилися на розрахункові рахунки фірм-«одноденок», переводилися у готівку і розподілялися Серебренніковим між спільниками.
Сам Серебренніков назвав звинувачення на свою адресу «абсурдними і шизофренічними», та заявив, що всі гроші, виділені державою, були витрачені за призначенням. При цьому себе він назвав творчою людиною, яка мало розуміється на комерційній діяльності.
23 серпня московський Басманний суд відправив Серебреннікова під домашній арешт терміном до 19 жовтня 2017 року. Раніше були заарештовані директор «Гоголь-центру» Олексій Малобродський, головний бухгалтер Ніна Масляєва та колишній гендиректор компанії Юрій Ітін. Масляєва визнала свою провину і надала свідчення проти інших фігурантів справи. Зокрема, вона заявила, що Серебренніков, Малобродський та Ітін створили «Сьому студію» з метою перевести в готівку отримані від держави кошти. На суді, що відбувся в червні, Ітіна, Малобродського й Масляєву звинуватили в розкраданні 2,3 мільйона рублів, що призначалися на постановку вистави «Сон літньої ночі». Сторона звинувачення заявила, що ця вистава так і не була поставлена. Насправді прем'єра вистави відбулася в листопаді 2012 року. Він користувався великим успіхом і йде на сцені й досі.
17 жовтня 2017 року суд продовжив домашній арешт Серебреннікову та арешт інших фігурантів справи до 19 січня 2018 року.
Як зазначила газета The Guardian, справу проти Кирила Серебреннікова «багато хто у світі мистецтва вважає частиною кампанії переслідування дисидентських голосів». У той же час, 5 вересня 2017, президент Росії Володимир Путін у відповідь на критику щодо переслідування незгодних із ним діячів культури, заявив, що справа Серебреннікова не пов'язана з його творчою діяльністю. У слідства, за його словами, тільки одне запитання до режисера – про законність витрачання бюджетних грошей і провину режисера може визначити тільки суд.
На підтримку К. Серебреннікова виступили багато діячів культури, у тому числі Чулпан Хаматова, Володимир Урін, Євген Миронов, Сергій Юрський, Олексій Герман, Андрій Могучий. 24 травня в Кремлі під час нагородження орденом «За заслуги перед Вітчизною» Євген Миронов передав Володимиру Путіну листа на підтримку Серебреннікова. Письменник Борис Акунін висловив думку, що арешт Серебреннікова не міг відбутися без схвалення Путіна. Німецький театральний режисер Томас Остермаєр опублікував на сайті Change.org петицію з вимогою до російської влади припинити кримінальне переслідування Серебреннікова. Остермаєр висловив думку, що арешт режисера послав на захід сигнал про те, що російська влада боїться критики, а «нетерпимість до критики зазвичай є ознакою слабкості». На думку Остермаєра, кримінальне переслідування Серебреннікова є типовим прикладом того, як в Росії нейтралізують неугодних владі артистів — не за допомогою цензури, а звинувачуючи їх у фінансових зловживаннях. Петицію підписали Кейт Бланшетт, Ніна Госс, Саймон Макберні, Софі Калле, Ельфріде Єлінек та інші діячі культури.
У серпні 2017 року на підтримку Кирила Серебреннікова виступила Українська кіноакадемія, яка в своїй заяві засудила «дії влади Російської Федерації» та закликала до його негайного звільнення, зазначивши, що «є підстави вважати цей арешт політично мотивованим та розглядати його як перешкоджання свободі слова та художньому самовираженню творчої особистості».
Водночас з'явилися звернення з критикою режисера і закликами не заважати розслідуванню. Зокрема, Йосип Кобзон порадив не втручатися в роботу слідчих органів, а Володимир Меньшов сказав, що не бачить підстав для особливого ставлення до Серебреннікова. У інтерв'ю «Комерсантові» Андрій Кончаловський заявив, що не розділяє співчуття деяких діячів мистецтва до Серебреннікова.
9 листопада 2017 Басманний суд Москви заарештував квартиру, автомобіль та кошти на банківських рахунках Серебреннікова.
8 квітня 2019 року Московський міський суд змінив запобіжний захід режисерові Кирилу Серебреннікову з домашнього арешту на підписку про невиїзд .

## Погляди і громадянська позиція
Кирило Серебренніков брав участь в протестних акціях «Стратегія-31» і «За чесні вибори!». Після російсько-грузинської війни 2008 року висловив готовність пройтися по Москві з плакатом «Я — грузин», підкресливши небажання «сваритися з народом, з яким пов'язані довічно культурними кодами, симпатіями, кінематографом, театром, усим-усим». Підписував відкриті листи із закликом до звільнення з ув'язнення Світлани Бахміної та учасниць групи «Pussy Riot». Висловлювався проти посилення законодавчої відповідальності про мітинги, заборони громадянам США всиновляти російських дітей-сиріт, обмеження прав ЛГБТ. Виступаючи на підтримку режисера Тимофія Кулябіна, звинуваченого в образі почуттів вірян постановкою опери «Тангейзер», Серебренніков відзначив, що театр — це територія свободи, а релігійні установи та їхні представники повинні з повагою ставитися до установ світських.
У інтерв'ю 2014 року режисер назвав Росію «країною нескасованого рабства», де люди не цінують свободу, а між народом і безконтрольною владою — величезна прірва. Він рекомендував витрачати бюджетні кошти на освіту, просвіту і культуру, щоб зупинити катастрофічний ріст неуцтва і мракобісся. На думку Серебреннікова, "Нині Росія поводиться, як жебрак-гопник, що від горя збожеволів, а прибічники діючої влади — злякані люди, що не бажають нічого знати й вирішувати. У 2015 році охарактеризував контент російського телебачення як «брехню і пропаганду», та висловив думку, що країна «Живе в телевізійній реальності і цій реальності сліпо вірить».

Одразу після початку вторгнення Росії в Україну 2022 року виступив проти російської агресії. 28 березня 2022 року покинув Росію і перебрався до Франції.

## Особисте життя
Кирило Серебренніков не одружений, дітей у нього немає, мешкає в Москві на Пречистенці, матеріально допомагає літнім батькам.
За віросповіданню Серебренніков є буддистом.

## Творчість

### Режисер театру

#### Ростов-на-Дону
- 1992 — «Дивні фантазії деякої міс Летиции Дуффе» (театр «Ангажемент»)
- 1993 — «Федра» (театр «Ангажемент»)
- 1994 — «Любоффь!» (театр «Ангажемент»)
- 1995 — «Сад Себастьяна» (Ростовський театр юного глядача)
- 1995 — «Тарарабумбія» (театр «Ангажемент»)
- 1995 — «Маленькі трагедії» (Ростовський театр драми імені М. Горького)
- 1995 — «Містечко в табакерці» (Ростовський театр юного глядача)
- 1996 — «Демон» (Ростовський театр юного глядача)
- 1996 — «Я стою біля ресторану» (Ростовський театр юного глядача)
- 1997 — «Одруження» (Ростовський театр юного глядача)

#### Москва і Санкт-Петербург
МХТ імені А. П. Чехова
- 2002 — «Тероризм» братів Преснякових
- 2004 — «Міщани» Максима Горького
- 2004 — «Зображуючи жертву» братів Преснякових
- 2004 — «Ліс» Олександра Островського
- 2005 — «Пани Головльови» Михайла Салтикова-Щедріна
- 2007 — «Людина-подушка» Мартіна Макдони
- 2009 — «Кіже» Юрія Тинянова
- 2009 — «Тригрошова опера» Бертольта Брехта
- 2010 — Requiem, симфонічний перформенс, присвячений 65-річчю закінчення Другої світової війни. Автор лібретто Димитріс Яламас.
- 2012 — «Зойчина квартира» Михайла Булгакова
- 2013 — «Поза системою», спектакль до 150-річчя К. С. Станіславського

Гоголь-центр
- 2013 — «Ідіоти» (вистава за мотивами фільму Ларса фон Трієра)
- 2013 — «Весняне пробудження» (бродвейський мюзикл Стівена Сейтера і Дункана Шейка за п'єсою Франка Ведекінда)
- 2014 — «Мертві душі» (вистава за мотивами поеми «Мертві душі» Миколи Гоголя)
- 2014 — «Учень» (рос. (М)ученик) Маріуса фон Маєнбурга
- 2015 — «Звичайна історія» Івана Гончарова
- 2015 — «Кому на Русі жити добре» за поемою Миколи Некрасова
- 2016 — «Машина Мюллер» (за творами, щоденниками, листами Гайнера Мюллера)
- 2016 — «Кафка»
- 2016 — «Ахматова. Поема без героя»

Інші театри
- 2001 — «Пластилін» Василя Сигарєва / Центр драматургії і режисури п/к О. Казанцева та М. Рощина
- 2002 — «Відверті полароїдні знімки» Марка Равенгілла / Театр імені О. С. Пушкіна
- 2002 — «Сладкоголосая птах юності» Теннессі Вільямса / Современник
- 2003 — «В. о.» Стіга Ларссона / Центр драматургії і режисури п/к О. Казанцева та М. Рощина
- 2003 — «Демон» Михайла Лермонтова / Театральне товариство 814
- 2005 — «Гола піонерка» Михайла Кононова / «Современник»
- 2005 — «Жанна д'Арк на вогнищі» Артура Онеґґера / у рамках фестивалю «Володимир Співаков запрошує…»
- 2006 — «Фальстаф» Джузеппе Верді / Маріїнський театр
- 2006 — «Антоній&Клеопатра. Версія» за мотивами п'єси Вільяма Шекспіра / «Сучасник»
- 2006 — «Фігаро. Події одного дня» П'єра де Бомарше/ «Театральна компанія Євгена Миронова» (з 2013 — Державний театр націй)
- 2008 — «Богині з машини» (Deus ex machina) Андреаса Мустукіса. Автор лібрето Димитріс Яламас. / Винзавод
- 2008 — «Станція» Олексія Сюмака. Автор лібрето Димитріс Яламас / Винзавод
- 2009 / 2011 — «Герой нашого часу» за Михайлом Лермонтовим / Школа-студія МХАТ
- 2010 — «Мертві душі» / Латвійський національний театр, Рига, Латвія
- 2011 — «Околоноля» Натана Дубовицького / Театр Олега Табакова
- 2011 — «Відморозки» за мотивами роману Захара Прилєпіна «Санькя» / «Сьома студія»
- 2011 — «Золотий півник» Миколи Римського-Корсакова / Большой театр
- 2012 — «Полювання на Снарка» а капелла опера Юри Лобікова за агонією у восьми криках Льюїса Керрола в перекладі Григорія Кружкова / «Сьома студія»
- 2012 — «Войцек» / Латвійський національний театр, Рига, Латвія
- 2012 — «Сон літньої ночі» Вільяма Шекспіра / «Сьома студія»
- 2012 — «American Lulu» Ольги Нойвірт / Komische Oper, Берлін, Німеччина
- 2015 — «Сни Райниса» за мотивами поезії Яніса Райніса / Латвійський національний театр, Рига, Латвія
- 2016 — «Чаадський» / Гелікон-опера[66]

#### За межами Росії
Гамбург, Гоголь-центр
- 2022 — Вій[67][68]

### Режисер кіно
- 1993 — Заміна собак мікшуванням / Замена собак микшированием
- 1998 — Таємниці грози / Тайны грозы
- 1998 — Ластівка / Ласточка
- 1998 — Роздягнені / Раздетые
- 2001 — Ростов-тато / Ростов-папа (серіал)
- 2002 — Щоденник убивці / Дневник убийцы (серіал)
- 2003 — Постільні сцени / Постельные сцены
- 2004 — Рагін / Рагин
- 2006 — Зображуючи жертву / Изображая жертву
- 2008 — Юрієв день / Юрьев день
- 2009 — Коротке замикання / Короткое замыкание (фрагмент «Поцілунок креветки»)
- 2012 — Зрада / Измена
- 2016 — Учень / Ученик
- 2016 — Фонограф / Фонограф (к/м)
- 2018 — Літо / Лето

### Сценарист
- 1998 — Роздягнені / Раздетые
- 2002 — Щоденник убивці / Дневник убийцы (серіал)
- 2012 — Зрада / Измена (з Наталею Назаровою)
- 2016 — Учень / Ученик (з Маріусом фон Маєнбургом)

### Кліпи
- «Гумові ноги», група «Пекін Роу-Роу» (1992)
- «Пам'ять», група «Там! Нет Ничего» (1994)
- «Море! Візьми табурет», група «Там! Нет Ничего» (1994)
- «Ближче», група «Там! Нет Ничего» (1994)
- «Мабуть, це любов», група «Там! Нет Ничего» (1994)
- «Січні», Марк Тишман (2010).

## Нагороди та номінації

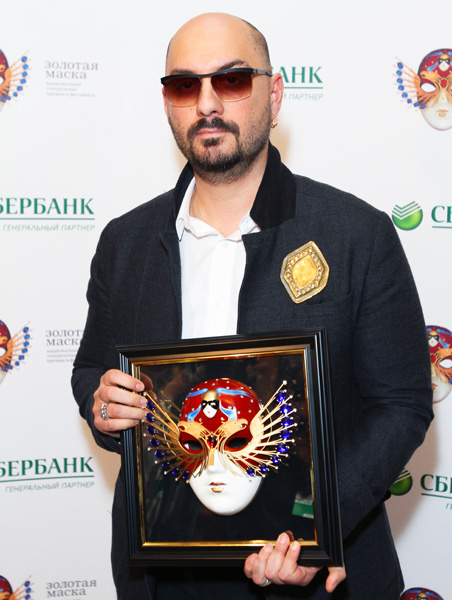
К. Серебренніков з нагородою «Золота маска», 2012

### Театральні нагороди
Кирило Серебренніков — лауреат Міжнародної премії Станиславського (2005).
- 1999 — удостоєний Національної премії в царині телебачення в номінації «режисура» — «ТЕФІ».
- 2012 — вистава «Відморозки» отримала російську національну театральну премію «Золота маска» в номінації «найкраща вистава малої форми».
- 2014 — вистава «Мертві душі» — приз за режисуру «Кришталева Турандот»
- 2015 — вистава «Мертві душі» — учасник міжнародного фестивалю Wiener Festwochen
- 2015 — вистава «Ідіоти» за фільмом Ларса фон Трієра — учасник 69-го Авіньйонського фестивалю
- 2017 — лауреат театральної премії «Європа — нова театральна реальність»[70].
- 2017 — балет «Нуреєв» — головний приз Премії Данила Хармса в царині літератури і мистецтва[70]
- 2018 — опера «Чаадський» — «Золота маска» за найкращу роботу режисера в опері[71]

### Кінопремії
| Рік                                                  | Категорія                                                             | Фільм             | Результат    |
| ---------------------------------------------------- | --------------------------------------------------------------------- | ----------------- | ------------ |
| Міжнародний кінофестиваль у Карлових Варах           |                                                                       |                   |              |
| 2005                                                 | Нагорода На Схід від Заходу                                           | Рагін             | Перемога     |
| Відкритий російський кінофестиваль «Кінотавр» у Сочі |                                                                       |                   |              |
| 2006                                                 | Гран-прі фестивалю                                                    | Зображуючи жертву | Перемога     |
| 2006                                                 | Приз Гільдії російських кінематографістів та кінокритиків             | Зображуючи жертву | Перемога     |
| 2008                                                 | Гран-прі фестивалю                                                    | Юрієв день        | Номінація    |
| 2016                                                 | Гран-прі фестивалю                                                    | Учень             | Номінація    |
| 2016                                                 | Найкраща режисура                                                     | Учень             | Перемога     |
| Римський кінофестиваль                               |                                                                       |                   |              |
| 2006                                                 | Золотий Марк'Ауреліо                                                  | Зображуючи жертву | Перемога     |
| Талліннський кінофестиваль «Темні ночі»              |                                                                       |                   |              |
| 2006                                                 | Гран-прі                                                              | Зображуючи жертву | Номінація    |
| 2012                                                 | Гран-прі                                                              | Зрада             | Номінація    |
| Премія «Ніка»                                        |                                                                       |                   |              |
| 2007                                                 | Найкращий фільм                                                       | Зображуючи жертву | Номінація    |
| 2017                                                 | Найкращий фільм                                                       | Учень             | Номінація    |
| 2017                                                 | Найкращий режисер                                                     | Учень             | Номінація    |
| Кінофестиваль «Трайбека»                             |                                                                       |                   |              |
| 2007                                                 | Приз журі за найкращий художній фільм                                 | Зображуючи жертву | Номінація    |
| Кінофестиваль goEast у Вісбадені                     |                                                                       |                   |              |
| 2007                                                 | Нагорода Федерального міністерства закордонних справ — Почесна згадка | Зображуючи жертву | Перемога     |
| 2013                                                 | Нагорода Федерального міністерства закордонних справ — Почесна згадка | Зрада             | Номінація    |
| Варшавський міжнародний кінофестиваль                |                                                                       |                   |              |
| 2008                                                 | Гран-прі                                                              | Юрієв день        | Перемога     |
| Міжнародний кінофестиваль у Локарно                  |                                                                       |                   |              |
| 2008                                                 | Золотий леопард                                                       | Юрієв день        | Номінація    |
| 2008                                                 | Приз молодіжного журі                                                 | Юрієв день        | Перемога     |
| 2008                                                 | Приз екуменічного журі — Спеціальна згадка                            | Юрієв день        | Перемога     |
| 2008                                                 | Приз «Дон Кіхот»                                                      | Юрієв день        | Перемога     |
| Венеційський міжнародний кінофестиваль               |                                                                       |                   |              |
| 2012                                                 | Золотий лев                                                           | Зрада             | Номінація    |
| Каннський міжнародний кінофестиваль                  |                                                                       |                   |              |
| 2016                                                 | Приз «Особливий погляд»                                               | Учень             | Номінація    |
| 2016                                                 | Приз Франсуа Шале                                                     | Учень             | Перемога     |
| 2018                                                 | Золота пальмова гілка                                                 | Літо              | В очікуванні |
| Кінофестиваль «Biografilm»                           |                                                                       |                   |              |
| 2016                                                 | Приз глядацьких симпатій                                              | Учень             | Перемога     |
| Міжнародний кінофестиваль FEST                       |                                                                       |                   |              |
| 2017                                                 | Приз журі головної програми за найкращу режисерську роботу            | Учень             | Перемога     |
| 2017                                                 | Приз журі FEDEORA за найкращий фільм — Головна програма               | Учень             | Перемога     |